# 大涧站
大涧站是京原铁路上的一个铁路车站，位于山西省大同市灵丘县落水河乡大涧村，距北京西站250公里，距原平站188公里，建于1971年，目前为三等站，邮政编码为034405。目前客运：办理旅客乘降；行李、包裹托运；货运：办理整车、零担货物发到。
该车站西侧为北京铁路局与太原铁路局管辖部分的交界处。

## 利用状况
目前该站仅6437/6438次列车（北京西-大涧）这一对列车停靠，同时也是这一班列车的折返站。